# Aéroport Koltsovo
L'aéroport Koltsovo (russe : Аэропорт Кольцово) (code IATA : SVX • code OACI : USSS) est un aéroport desservant la ville de Iekaterinbourg, en Russie, situé à 16 km au sud-est de la ville. Étant l'aéroport le plus important de l'oblast de Sverdlovsk, il dessert également les villes d'Aramil, Syssert, et Polevskoï. L'aéroport est le hub d'Ural Airlines, RusLine et Aviacon Zitotrans. Par sa situation au centre de la Russie, l'aéroport d'Iékaterinbourg fait partie de la liste des "aéroports prioritaires" de l'Agence fédérale du transport aérien (Rosaviatsia).

## Situation

### Carte des aéroports russes
| \| 50 km1:1 791 000 \| Koursk Abakan Anapa Pskov Arkhangelsk Astrakhan Barnaoul Belgorod Blagoveshchensk Bratsk Grozny Guelendjik Iakoutsk Iékaterinbourg Ijevsk Ioujno-Sakhalinsk Irkoutsk Kaliningrad Kazan Kemerovo Khabarovsk Khanty-Mansiïsk Krasnodar Krasnoïarsk Magadan Magnitogorsk Makhachkala Mineralnye Vody Mirny Moscou · SVO Moscou · DME Moscou-VKO Mourmansk Narian-Mar Nijnekamsk Nijnevartovsk Nijni Novgorod Noïabrsk Alykel Novokouznetsk Novossibirsk Novy Ourengoï Omsk Orenbourg Oufa Oulan-Oude Oulianovsk Perm Petropavlovsk-Kamtchatski Rostov · sur-le-Don Sabetta Saint-Pétersbourg Salekhard Samara Saratov Simferopol Sotchi Sourgout Stavropol Kyzyl Syktyvkar Tcheliabinsk Tchita Tioumen Tomsk Vladivostok Volgograd Voronej |
| 50 km1:1 791 000 |

## Histoire

### 1928–1945
La construction du premier aérodrome Koltsovo démarre entre 1928 et 1930 sur demande de l'Institut des Forces aériennes de l'URSS. La base aérienne militaire reçoit la 33e division aérienne dès 1932, avant que celle-ci ne soit envoyée à la frontière finlandaise durant la guerre d'Hiver. Le jour après la déclaration de guerre à l'URSS de l'Allemagne Nazie, la construction d'une piste d'un kilomètre est annoncée. La construction démarre le surlendemain et la piste fut terminée en trois mois.
Le 10 juillet 1943, l'aéroport ouvre son activité à l'aviation civile, faisant de l'aéroport le seul en URSS à conjuguer activité civile et militaire. Les vols de Iékaterinbourg vers Moscou sont quotidiens. En janvier 1944, Koltsovo possède 4 appareils, offerts par le ministère de l'Aviation civile de l'URSS pour ses vols civils, à savoir deux Lissounov Li-2 et deux Junkers.

### 1945–1991
En 1951 la base aérienne est rénovée. Au début des années cinquante, la ligne Moscou - Pékin fait escale à Koltsovo. La ligne Koltsovo - Pékin est ainsi la première liaison internationale de l'aéroport.
En 1954, un nouveau terminal est construit, caractérisé par son style impérial-moderne russe. En 1956 les pistes sont rallongées et renforcées en béton. L'aéroport peut ainsi recevoir des appareils plus important tels que des Tu-104 et des IL-18. En 1958 un hôtel de 100 chambres est construit à 800 mètres du terminal, mais fait faillite en 1961 et sera démoli l'année suivante.
En 1963 un nouvel hôtel trois-étoiles ("Liner hotel") de 235 chambres est construit. En 1967, un nouveau terminal est construit pour les vols intérieurs, deux fois plus grand que l'ancien, et pouvant accueillir 1 500 000 passagers à l'année et 700 par heure. Situé à la droite du premier terminal, il se situe à l'emplacement du nouveau terminal A et B actuel.
En 1983, un terminal d'arrivée est construit. Le 6 mars 1987, une nouvelle piste est construite. En 1991, lors de la dislocation de l'URSS, le groupe de l'unité aérienne de  Sverdlovsk, du bureau de l'Aviation civile de l'Oural, est refondé dans la "First Sverdlovsk Airline". En octobre 1993, Koltsovo obtient le statut d'aéroport international. Le 28 décembre 1993, à la suite d'une vague de privatisations, deux sociétés privées sont créées : JSC Koltsovo Airport et JSC Ural Airlines. La JSC Koltsovo Airport est ensuite renommée JSC Koltsovo Invest, l'opérateur actuel de l'aéroport.

### 2003–Présent
En 2003, un programme de développement initié par le ministère des Transports fédéral Russe et le privé Renova Group est lancé. En 2005, un nouveau terminal International est achevé. La même année, le territoire de la municipalité de Iékatérinbourg est élargi, englobant le village de Koltsovo et ainsi l'aéroport. Un bâtiment destiné au catering est également bâti.
En 2006, le premier terminal historique de Koltsovo est converti en terminal d'affaires et connait une profonde rénovation. En 2008, une gare Aéroexpress, reliant l'aéroport au centre-ville est construite. Le 14 juin 2009, l'aéroport reçoit son premier jumbo jet : un Boeing 747 Air China. Le 15 juin 2009, le terminal international est agrandi et inauguré par le président de la fédération de Russie Dmitri Medvedev lors du sommet du BRICS. Toujours en 2009, une nouvelle tour de contrôle, une nouvelle piste et un hôtel 4 étoiles (Angelo Hotel) sont mis en service.

## Statistiques
Le graphique qui aurait dû être présenté ici ne peut pas être affiché car il utilise l'ancienne extension Graph, désactivée pour des questions de sécurité. Des indications pour créer un nouveau graphique avec la nouvelle extension Chart sont disponibles ici.

Voir la requête brute et les sources sur Wikidata.

## Compagnies aériennes et destinations

### Vols réguliers
| Compagnies           | Destinations |
| -------------------- | --- |
| Aeroflot             | Krasnoïarsk-Iémélianovo , Moscou Chérémétiévo |
| Air Astana           | Noursoultan |
| Alrosa               | Mirny |
| Avia Traffic Company | Och |
| Azur Air             | En saison Charter : Antalya, Dubaï Al Maktoum, Cootamundra, Goa-Dabolim, La Romana-Casa de Campo |
| flydubai             | Dubaï |
| Gazpromavia          | En saison Charter : Béloïarsk (en), Moscou-Vnoukovo, Nadim (en), Novy Ourengoï, |
| IrAero               | Nijni Novgorod-Strigino, Saratov, Simféropol |
| NordStar             | Krasnoïarsk-Iémélianovo, Norilsk-Alykel, Omsk, Rostov-sur-le-Don/Platov |
| Nordwind Airlines    | Moscou Chérémétiévo |
| Pobeda               | Krasnodar-Pashkovsky, Moscou-Vnoukovo, Novossibirsk-Tolmatchevo, Saint-Pétersbourg-Poulkovo, Sotchi-Adler |
| Red Wings Airlines   | En saison Charter : Antalya, Istanbul, Sotchi-Adler |
| Rossiya Airlines     | Saint-Pétersbourg-Poulkovo, Sotchi-Adler En saison Charter : Antalya, Charjah |
| Royal Flight         | En saison Charter : Antalya, Dubaï Al Maktoum, Goa-Dabolim |
| RusLine              | Arkhangelsk-Talagi, Béloïarsk (en), Gorno-Altaïsk (en), Kaluga (Grabtsevo) (en), Kazan, Krasnoïarsk-Iémélianovo, Lipetsk (en), Nadim (en), Narian-Mar, Nijnekamsk-Begichevo, Nijnevartovsk (en), Novy Ourengoï, Noïabrsk (en), Saransk, Syktyvkar (en), Tambov Donskoye (en) , Tomsk-Bogachevo, Voronej (en) |
| S7 Airlines          | Moscou-Domodédovo, Novossibirsk-Tolmatchevo |
| Somon Air            | Douchanbé, Khodjent |
| Turkish Airlines     | Istanbul |
| Ural Airlines        | - Almaty, - Bakou-H. Aliyev, - Bangkok-Suvarnabhumi, - Pékin-Daxing , - Bichkek Manas, - Blagovechtchensk-Ignatiévo, - Tchita (Kadala) (en), - Dubaï, - Douchanbé, - Harbin Taiping, - Irkoutsk, - Kaliningrad-Khrabrovo, - Kazan, - Khabarovsk, - Khodjent, - Krasnodar-Pashkovsky, - Krasnoïarsk-Iémélianovo, - Moscou-Domodédovo, - Moscou Chérémétiévo, - Mineralniye Vody, - Namangan (en), - Och, - Saint-Pétersbourg-Poulkovo, - Simféropol, - Sotchi-Adler, - Tachkent, - Tel Aviv - Ben Gourion, - Vladivostok, - Xi'an-Xianyang, - Erevan-Zvarnots En saison : Anapa |
| Utair                | Khanty-Mansiïsk (en), Nijnevartovsk (en), Samara-Kouroumotch, Sourgout, Tioumen-Roshchino, Oufa |
| UVT Aero             | Kazan, Novokouznetsk-Spichenkovo (en) |
| Uzbekistan Airways   | Tachkent |
| Yakutia Airlines     | Kazan, Iakoutsk |
| Yamal Airlines       | Nadim (en), Novy Ourengoï, Noïabrsk (en), Salekhard (en), Samara-Kouroumotch, Tioumen-Roshchino |

Édité le 02/02/2020

### Cargo
| Compagnies              | Destinations                        |
| ----------------------- | ----------------------------------- |
| AirBridgeCargo Airlines | Chengdu, Hong Kong, Shanghai-Pudong |
| MNG Airlines            | Istanbul-Atatürk                    |
| Qatar Airways Cargo     | Doha, Sialkot                       |